# Real Madrid Club de Fútbol 2022-2023
Questa voce raccoglie le informazioni riguardanti il Real Madrid Club de Fútbol nelle competizioni ufficiali della stagione 2022-2023.

## Stagione
Dopo la vittoriosa stagione appena trascorsa che ha portato in bacheca la quattordicesima Champions League e la trentacinquesima Liga viene confermato sulla panchina l'allenatore Carlo Ancelotti, divenuto nel frattempo il tecnico più vincente nella storia della massima competizione europea.
La stagione sportiva si apre con la Supercoppa europea, dove i Blancos affrontano i tedeschi dell'Eintracht Francoforte, detentori dell'Europa League. Grazie ai gol di Alaba e Benzema gli spagnoli vincono il trofeo per la quinta volta nella loro storia, raggiungendo il Milan e il Barcellona a cinque affermazioni. Grazie a questa vittoria Ancelotti diventa l'allenatore più titolato nella storia della competizione.

## Maglie e sponsor
Il fornitore tecnico per la stagione 2022-2023 è Adidas, mentre il main sponsor è Emirates.
|  | Casa | Trasferta | Terza divisa |

## Rosa
Rosa e numerazione aggiornate al 16 luglio 2022.
| N. |                     | Ruolo | Calciatore               |
| -- | ------------------- | ----- | ------------------------ |
| 1  | Belgio (bandiera)   | P     | Thibaut Courtois         |
| 2  | Spagna (bandiera)   | D     | Daniel Carvajal          |
| 3  | Brasile (bandiera)  | D     | Éder Militão             |
| 4  | Austria (bandiera)  | D     | David Alaba              |
| 5  | Spagna (bandiera)   | D     | Jesús Vallejo            |
| 6  | Spagna (bandiera)   | D     | Nacho                    |
| 7  | Belgio (bandiera)   | A     | Eden Hazard              |
| 8  | Germania (bandiera) | C     | Toni Kroos               |
| 9  | Francia (bandiera)  | A     | Karim Benzema (capitano) |
| 10 | Croazia (bandiera)  | C     | Luka Modrić              |
| 11 | Spagna (bandiera)   | A     | Marco Asensio            |
| 12 | Francia (bandiera)  | C     | Eduardo Camavinga        |

| N. |                            | Ruolo | Calciatore          |
| -- | -------------------------- | ----- | ------------------- |
| 13 | Ucraina (bandiera)         | P     | Andrij Lunin        |
| 15 | Uruguay (bandiera)         | C     | Federico Valverde   |
| 16 | Spagna (bandiera)          | D     | Álvaro Odriozola    |
| 17 | Spagna (bandiera)          | A     | Lucas Vázquez       |
| 18 | Francia (bandiera)         | C     | Aurélien Tchouaméni |
| 19 | Spagna (bandiera)          | C     | Dani Ceballos       |
| 20 | Brasile (bandiera)         | A     | Vinícius Júnior     |
| 21 | Brasile (bandiera)         | A     | Rodrygo             |
| 22 | Germania (bandiera)        | D     | Antonio Rüdiger     |
| 23 | Francia (bandiera)         | D     | Ferland Mendy       |
| 24 | Rep. Dominicana (bandiera) | A     | Mariano Díaz        |

## Calciomercato

### Sessione estiva
| Acquisti         | Acquisti            | Acquisti          | Acquisti                  |
| R.               | Nome                | da                | Modalità                  |
| ---------------- | ------------------- | ----------------- | ------------------------- |
| D                | Antonio Rüdiger     | Chelsea           | svincolato                |
| C                | Aurélien Tchouaméni | Monaco            | definitivo (80 milioni €) |
| Altre operazioni |                     |                   |                           |
| R.               | Nome                | da                | Modalità                  |
| D                | Álvaro Odriozola    | Fiorentina        | fine prestito             |
| A                | Borja Mayoral       | Roma              | fine prestito             |
| A                | Reinier             | Borussia Dortmund | fine prestito             |
| A                | Takefusa Kubo       | Maiorca           | fine prestito             |
| D                | Victor Chust        | Cadice            | fine prestito             |

| Cessioni         | Cessioni         | Cessioni       | Cessioni                  |
| R.               | Nome             | a              | Modalità                  |
| ---------------- | ---------------- | -------------- | ------------------------- |
| A                | Borja Mayoral    | Getafe         | definitivo (10 milioni €) |
| D                | Victor Chust     | Cadice         | definitivo (1 milione €)  |
| D                | Mario Gila       | Lazio          | definitivo (6 milioni €)  |
| A                | Luka Jović       | Fiorentina     | definitivo (0 milioni €)  |
| D                | Miguel Gutiérrez | Girona         | definitivo (4 milioni €)  |
| A                | Gareth Bale      | Los Angeles FC | svincolato                |
| C                | Isco             | Siviglia       | svincolato                |
| D                | Marcelo          | Olympiacos     | svincolato                |
| Altre operazioni |                  |                |                           |
| R.               | Nome             | da             | Modalità                  |
| C                | Antonio Blanco   | Cadice         | prestito                  |
| A                | Reinier          | Girona         | prestito                  |

## Risultati

### Primera División

#### Girone di andata
| Arbitro: | Martínez Munuera |

|             |           |                       |
| Ramazani 6’ | Marcatori | 61’ Vázquez 75’ Alaba |

| Arbitro: | Gil Manzano |

|                  |           |                                                         |
| Aspas 23’ (rig.) | Marcatori | 14’ (rig.) Benzema 41’ Modrić 56’ Vinícius 66’ Valverde |

| Arbitro: | Melero López |

|            |           |                                  |
| Joselu 43’ | Marcatori | 12’ Vinícius 88’, 90+10’ Benzema |

| Arbitro: | Sánchez Martínez |

|                         |           |             |
| Vinícius 9’ Rodrygo 65’ | Marcatori | 17’ Canales |

| Arbitro: | Vázquez |

|                                                       |           |            |
| Valverde 45+3’ Vinícius 72’ Rodrygo 89’ Rüdiger 90+3’ | Marcatori | 35’ Muriqi |

| Arbitro: | Munuera Montero |

|             |           |                          |
| Hermoso 83’ | Marcatori | 18’ Rodrygo 36’ Valverde |

| Arbitro: | Cuadra Fernández |

|              |           |          |
| Vinícius 42’ | Marcatori | 50’ Kike |

| Arbitro: | Mateu Lahoz |

|  |           |            |
|  | Marcatori | 3’ Militão |

| Arbitro: | Sánchez Martínez |

|                                               |           |               |
| Benzema 12’ Valverde 35’ Rodrygo 90+1’ (rig.) | Marcatori | 83’ F. Torres |

| Arbitro: | Gil Manzano |

|  |           |                                      |
|  | Marcatori | 11’ Valverde 75’ Benzema 89’ Asensio |

| Arbitro: | Hernández Hernández |

|                                    |           |            |
| Modrić 5’ Vázquez 79’ Valverde 81’ | Marcatori | 54’ Lamela |

| Arbitro: | Melero López |

|              |           |                   |
| Vinícius 70’ | Marcatori | 80’ (rig.) Stuani |

| Arbitro: | Martínez Munuera |

|                                         |           |                               |
| Comesaña 5’ García 44’ Trejo 67’ (rig.) | Marcatori | 37’ (rig.) Modrić 41’ Militão |

| Arbitro: | Soto Grado |

|                       |           |           |
| Militão 40’ Kroos 70’ | Marcatori | 81’ Pérez |

| Arbitro: | Munuera Montero |

|  |           |                         |
|  | Marcatori | 83’ (rig.), 89’ Benzema |

| Arbitro: | Soto Grado |

|                                   |           |                    |
| Yéremi Pino 47’ Moreno 63’ (rig.) | Marcatori | 60’ (rig.) Benzema |

| Arbitro: | Alberola Rojas |

|                          |           |  |
| Asensio 52’ Vinícius 54’ | Marcatori |  |

| Arbitro: | Sánchez Martínez |

|  |           |                       |
|  | Marcatori | 24’ Benzema 90’ Kroos |

| Madrid 29 gennaio 2023, ore 21:00 CEST 19ª giornata | Real Madrid  | 0 – 0 referto | Real Sociedad | Stadio Santiago Bernabéu (58 129 spett.)\| Arbitro: \| Melero López \| |
| Arbitro:                                            | Melero López |               |               |                                                                        |

#### Girone di ritorno
| Arbitro: | Hernández Hernández |

|                  |           |  |
| Nacho 13’ (aut.) | Marcatori |  |

| Arbitro: | De Burgos Bengoetxea |

|                                                        |           |  |
| Asensio 8’ Benzema 31’ (rig.), 45+1’ (rig.) Modrić 80’ | Marcatori |  |

| Arbitro: | Munuera Montero |

|  |           |                            |
|  | Marcatori | 78’ Valverde 90+2’ Asensio |

| Arbitro: | Gil Manzano |

|            |           |             |
| Álvaro 85’ | Marcatori | 78’ Giménez |

| Siviglia 5 marzo 2023, ore 21:00 CEST 24ª giornata | Betis      | 0 – 0 referto | Real Madrid | Estadio Benito Villamarín (52 212 spett.)\| Arbitro: \| Soto Grado \| |
| Arbitro:                                           | Soto Grado |               |             |                                                                       |

| Arbitro: | Figueroa Vázquez |

|                                        |           |           |
| Vinícius 22’ Militão 39’ Asensio 90+3’ | Marcatori | 8’ Joselu |

| Arbitro: | De Burgos Bengoetxea |

|                          |           |                  |
| Roberto 45’ Kessié 90+2’ | Marcatori | 9’ (aut.) Araújo |

| Arbitro: | Pulido Santana |

|                                                             |           |  |
| Rodrygo 22’ Benzema 29’, 32’, 36’ Asensio 73’ Vázquez 90+1’ | Marcatori |  |

| Arbitro: | Alberola Rojas |

|                                |           |                                |
| Torres 16’ (aut.) Vinícius 48’ | Marcatori | 39’, 80’ Morales 70’ Chukwueze |

| Arbitro: | Gil Manzano |

|  |           |                       |
|  | Marcatori | 72’ Nacho 76’ Asensio |

| Arbitro: | Mateu Lahoz |

|                         |           |  |
| Asensio 42’ Militão 48’ | Marcatori |  |

| Arbitro: | Iglesias Villanueva |

|                                |           |                          |
| Castellanos 12’, 24’, 46’, 62’ | Marcatori | 34’ Vinícius 85’ Vázquez |

| Arbitro: | Cuadra Fernández |

|                                         |           |                            |
| Benzema 5’, 17’, 42’ (rig.) Rodrygo 47’ | Marcatori | 45+1’ Lázaro 61’ Robertone |

| Arbitro: | Pulido Santana |

|                          |           |  |
| Kubo 47’ Barrenetxea 85’ | Marcatori |  |

| Arbitro: | Martínez Munuera |

|             |           |  |
| Asensio 70’ | Marcatori |  |

| Arbitro: | De Burgos Bengoetxea |

|           |           |  |
| López 33’ | Marcatori |  |

| Arbitro: | Gil Manzano |

|                         |           |              |
| Benzema 31’ Rodrygo 89’ | Marcatori | 84’ De Tomás |

| Arbitro: | Soto Grado |

|        |           |                  |
| Mir 3’ | Marcatori | 29’, 69’ Rodrygo |

| Arbitro: | de Mera Escuerdos |

|                    |           |            |
| Benzema 72’ (rig.) | Marcatori | 49’ Sancet |

### Copa del Rey
| Arbitro: | Cuadra Fernández |

|  |           |             |
|  | Marcatori | 69’ Rodrygo |

| Arbitro: | Gil Manzano |

|                         |           |                                       |
| Capoue 4’ Chukwueze 42’ | Marcatori | 57’ Vinícius 69’ Militão 86’ Ceballos |

| Arbitro: | Soto Grado |

|                                          |           |            |
| Rodrygo 79’ Benzema 103’ Vinícius 120+1’ | Marcatori | 19’ Morata |

| Arbitro: | Munuera Montero |

|  |           |                    |
|  | Marcatori | 26’ (aut.) Militão |

| Arbitro: | Martínez Munuera |

|  |           |                                             |
|  | Marcatori | 45+1’ Vinícius 50’, 58’ (rig.), 80’ Benzema |

| Arbitro: | Sánchez Martínez |

|                 |           |           |
| Rodrygo 2’, 70’ | Marcatori | 58’ Torró |

### Supercopa de España
| Arbitro: | Hernández Hernández |

|                              |                      |                                     |
| Benzema 39’ (rig.)           | Marcatori            | 46’ Lino                            |
| Benzema Modrić Kroos Asensio | Tiri di rigore 4 – 3 | Cavani Cömert Moriba Guillamón Gayà |

| Arbitro: | De Burgos Bengoetxea |

|               |           |                                    |
| Benzema 90+3’ | Marcatori | 33’ Gavi 45’ Lewandowski 69’ Pedri |

### UEFA Champions League

#### Fase a gironi
| Arbitro: | Schärer |

|  |           |                                    |
|  | Marcatori | 56’ Vinícius 60’ Modrić 77’ Hazard |

| Arbitro: | Mariani |

|                            |           |  |
| Valverde 80’ Asensio 90+1’ | Marcatori |  |

| Arbitro: | Kružliak |

|                          |           |            |
| Rodrygo 13’ Vinícius 28’ | Marcatori | 39’ Zubkov |

| Arbitro: | Grinfeld |

|            |           |               |
| Zubkov 46’ | Marcatori | 90+5’ Rüdiger |

| Arbitro: | Orsato |

|                                    |           |                                   |
| Gvardiol 13’ Nkunku 18’ Werner 81’ | Marcatori | 44’ Vinícius 90+3’ (rig.) Rodrygo |

| Arbitro: | Frappart |

|                                                                           |           |          |
| Modrić 6’ (rig.) Rodrygo 21’ (rig.) Asensio 51’ Vinícius 61’ Valverde 71’ | Marcatori | 84’ Jota |

#### Fase a eliminazione diretta
| Arbitro: | Kovács |

|                    |           |                                                |
| Núñez 4’ Salah 14’ | Marcatori | 21’, 36’ Vinícius 47’ Militão 55’, 67’ Benzema |

| Arbitro: | Zwayer |

|             |           |  |
| Benzema 78’ | Marcatori |  |

| Arbitro: | Letexier |

|                         |           |  |
| Benzema 21’ Asensio 74’ | Marcatori |  |

| Arbitro: | Orsato |

|  |           |                  |
|  | Marcatori | 58’, 80’ Rodrygo |

| Arbitro: | Soares Dias |

|              |           |               |
| Vinícius 36’ | Marcatori | 67’ De Bruyne |

| Arbitro: | Marciniak |

|                                         |           |  |
| Silva 23’, 37’ Akanji 76’ Álvarez 90+1’ | Marcatori |  |

### Supercoppa UEFA
| Arbitro: | Michael Oliver |

|                       |           |  |
| Alaba 37’ Benzema 65’ | Marcatori |  |

### Coppa del mondo per club FIFA
| Arbitro: | Andrés Matonte |

|                    |           |                                                       |
| Maâloul 65’ (rig.) | Marcatori | 42’ Vinícius 46’ Valverde 90+2’ Rodrygo 90+8’ Arribas |

| Arbitro: | Anthony Taylor |

|                                                 |           |                            |
| Vinícius 13’, 69’ Valverde 18’, 58’ Benzema 54’ | Marcatori | 26’ Marega 63’, 79’ Vietto |

## Statistiche

### Statistiche di squadra
Statistiche aggiornate al 4 giugno 2023.
| Competizione             | Punti | In casa | In casa | In casa | In casa | In casa | In casa | In trasferta | In trasferta | In trasferta | In trasferta | In trasferta | In trasferta | Totale | Totale | Totale | Totale | Totale | Totale | DR  |
| Competizione             | Punti | G       | V       | N       | P       | Gf      | Gs      | G            | V            | N            | P            | Gf           | Gs           | G      | V      | N      | P      | Gf     | Gs     | DR  |
| ------------------------ | ----- | ------- | ------- | ------- | ------- | ------- | ------- | ------------ | ------------ | ------------ | ------------ | ------------ | ------------ | ------ | ------ | ------ | ------ | ------ | ------ | --- |
| Liga                     | 78    | 19      | 13      | 5       | 1       | 44      | 16      | 19           | 11           | 1            | 7            | 32           | 20           | 38     | 25     | 5      | 8      | 75     | 36     | +39 |
| Coppa del Re             | -     | 2       | 1       | 0       | 1       | 3       | 2       | 3            | 3            | 0            | 0            | 8            | 2            | 6      | 5      | 0      | 1      | 13     | 5      | +8  |
| Champions League         | 13    | 6       | 5       | 1       | 0       | 13      | 4       | 6            | 3            | 1            | 2            | 13           | 10           | 12     | 8      | 2      | 2      | 26     | 13     | +13 |
| Supercopa de España      | -     | 0       | 0       | 0       | 0       | 0       | 0       | 0            | 0            | 0            | 0            | 0            | 0            | 2      | 0      | 1      | 1      | 2      | 4      | -2  |
| Supercoppa UEFA          | -     | 0       | 0       | 0       | 0       | 0       | 0       | 0            | 0            | 0            | 0            | 0            | 0            | 1      | 1      | 0      | 0      | 2      | 0      | +2  |
| Coppa del mondo per club | -     | 0       | 0       | 0       | 0       | 0       | 0       | 0            | 0            | 0            | 0            | 0            | 0            | 2      | 2      | 0      | 0      | 9      | 4      | +5  |
| Totale                   | -     | 27      | 19      | 6       | 2       | 60      | 21      | 28           | 17           | 2            | 9            | 52           | 32           | 61     | 40     | 9      | 12     | 127    | 62     | +65 |

### Andamento in campionato
| Giornata  | 1 | 2 | 3 | 4 | 5 | 6 | 7 | 8 | 9 | 10 | 11 | 12 | 13 | 14 | 15 | 16 | 17 | 18 | 19 | 20 | 21 | 22 | 23 | 24 | 25 | 26 | 27 | 28 | 29 | 30 | 31 | 32 | 33 | 34 | 35 | 36 | 37 | 38 |
| --------- | - | - | - | - | - | - | - | - | - | -- | -- | -- | -- | -- | -- | -- | -- | -- | -- | -- | -- | -- | -- | -- | -- | -- | -- | -- | -- | -- | -- | -- | -- | -- | -- | -- | -- | -- |
| Luogo     | T | T | T | C | C | T | C | T | C | T  | C  | C  | T  | C  | T  | T  | C  | T  | C  | T  | C  | T  | C  | T  | C  | T  | C  | C  | T  | C  | T  | C  | T  | C  | T  | C  | T  | C  |
| Risultato | V | V | V | V | V | V | N | V | V | V  | V  | N  | P  | V  | V  | P  | V  | V  | N  | P  | V  | V  | N  | N  | V  | P  | V  | P  | V  | V  | P  | V  | P  | V  | P  | V  | V  | N  |
| Posizione | 1 | 1 | 1 | 1 | 1 | 1 | 1 | 1 | 1 | 1  | 1  | 1  | 2  | 2  | 1  | 2  | 2  | 2  | 2  | 2  | 2  | 2  | 2  | 2  | 2  | 2  | 2  | 2  | 2  | 2  | 2  | 2  | 3  | 2  | 3  | 2  | 2  | 2  |

Legenda:

Luogo: C = Casa; T = Trasferta. Risultato: V = Vittoria; N = Pareggio; P = Sconfitta.

### Statistiche dei giocatori
| Giocatore     | Liga     | Liga | Liga        | Liga       | Coppa del Re | Coppa del Re | Coppa del Re | Coppa del Re | Champions League | Champions League | Champions League | Champions League | Altro    | Altro | Altro       | Altro      | Totale   | Totale | Totale      | Totale     |
| Giocatore     | Presenze | Reti | Ammonizioni | Espulsioni | Presenze     | Reti         | Ammonizioni  | Espulsioni   | Presenze         | Reti             | Ammonizioni      | Espulsioni       | Presenze | Reti  | Ammonizioni | Espulsioni | Presenze | Reti   | Ammonizioni | Espulsioni |
| ------------- | -------- | ---- | ----------- | ---------- | ------------ | ------------ | ------------ | ------------ | ---------------- | ---------------- | ---------------- | ---------------- | -------- | ----- | ----------- | ---------- | -------- | ------ | ----------- | ---------- |
| D. Alaba      | 23       | 1    | 3           | 0          | 2            | 0            | 1            | 0            | 11               | 0                | 0                | 0                | 3        | 1     | 0           | 0          | 39       | 2      | 4           | 0          |
| R. Álvaro     | 6        | 1    | 0           | 0          | 2            | 0            | 0            | 0            | 0                | 0                | 0                | 0                | -        | -     | -           | -          | 8        | 1      | 0           | 0          |
| S. Arribas    | 2        | 0    | 0           | 0          | 0            | 0            | 0            | 0            | 0                | 0                | 0                | 0                | 1        | 1     | 0           | 0          | 3        | 1      | 0           | 0          |
| M. Asensio    | 30       | 9    | 1           | 0          | 5            | 0            | 0            | 0            | 12               | 3                | 0                | 0                | 3        | 0     | 0           | 0          | 50       | 12     | 1           | 0          |
| K. Benzema    | 23       | 19   | 1           | 0          | 6            | 4            | 0            | 0            | 10               | 4                | 0                | 0                | 4        | 4     | 0           | 0          | 43       | 31     | 1           | 0          |
| E. Camavinga  | 37       | 0    | 6           | 0          | 6            | 0            | 4            | 0            | 11               | 0                | 3                | 0                | 5        | 0     | 0           | 0          | 59       | 0      | 13          | 0          |
| D. Carvajal   | 27       | 0    | 6           | 1          | 3            | 0            | 1            | 0            | 11               | 0                | 3                | 0                | 3        | 0     | 0           | 0          | 44       | 0      | 10          | 1          |
| Casemiro      | 1        | 0    | 0           | 0          | -            | -            | -            | -            | -                | -                | -                | -                | 1        | 0     | 0           | 0          | 2        | 0      | 0           | 0          |
| D. Ceballos   | 30       | 0    | 6           | 0          | 4            | 1            | 1            | 0            | 7                | 0                | 0                | 0                | 5        | 0     | 0           | 0          | 46       | 1      | 7           | 0          |
| T. Courtois   | 31       | -29  | 0           | 0          | 5            | -5           | 1            | 0            | 10               | -11              | 0                | 0                | 3        | -4    | 0           | 0          | 49       | -49    | 1           | 0          |
| Mariano       | 9        | 0    | 2           | 0          | 0            | 0            | 0            | 0            | 1                | 0                | 0                | 0                | 1        | 0     | 0           | 0          | 11       | 0      | 2           | 0          |
| E. Hazard     | 6        | 0    | 0           | 0          | 1            | 0            | 0            | 0            | 3                | 1                | 0                | 0                | 0        | 0     | 0           | 0          | 10       | 1      | 0           | 0          |
| T. Kroos      | 30       | 2    | 0           | 1          | 5            | 0            | 0            | 0            | 12               | 0                | 2                | 0                | 5        | 0     | 0           | 0          | 52       | 2      | 2           | 1          |
| A. Lunin      | 7        | -7   | 0           | 0          | 1            | 0            | 0            | 0            | 2                | -2               | 0                | 0                | 2        | -4    | 0           | 0          | 12       | -13    | 0           | 0          |
| F. Mendy      | 18       | 0    | 2           | 0          | 2            | 0            | 0            | 0            | 5                | 0                | 1                | 0                | 3        | 0     | 1           | 0          | 28       | 0      | 4           | 0          |
| E. Militão    | 33       | 5    | 4           | 0          | 6            | 1            | 2            | 0            | 9                | 1                | 3                | 0                | 3        | 0     | 0           | 0          | 51       | 7      | 9           | 0          |
| L. Modrić     | 33       | 4    | 7           | 0          | 4            | 0            | 0            | 0            | 10               | 2                | 0                | 0                | 5        | 0     | 0           | 0          | 52       | 6      | 7           | 0          |
| Nacho         | 26       | 1    | 6           | 0          | 5            | 0            | 1            | 0            | 8                | 0                | 0                | 0                | 4        | 0     | 1           | 0          | 43       | 1      | 8           | 0          |
| Á. Odriozola  | 3        | 0    | 0           | 0          | 2            | 0            | 0            | 0            | 0                | 0                | 0                | 0                | 1        | 0     | 0           | 0          | 6        | 0      | 0           | 0          |
| Rodrygo       | 34       | 9    | 3           | 0          | 6            | 4            | 0            | 0            | 12               | 5                | 0                | 0                | 5        | 1     | 0           | 0          | 57       | 19     | 3           | 0          |
| A. Rüdiger    | 32       | 1    | 1           | 0          | 5            | 0            | 1            | 0            | 10               | 1                | 0                | 0                | 5        | 0     | 0           | 0          | 52       | 2      | 2           | 0          |
| A. Tchouaméni | 33       | 0    | 2           | 0          | 4            | 0            | 1            | 0            | 10               | 0                | 0                | 0                | 3        | 0     | 1           | 0          | 50       | 0      | 4           | 0          |
| J. Vallejo    | 1        | 0    | 0           | 0          | 1            | 0            | 0            | 0            | 1                | 0                | 0                | 0                | 0        | 0     | 0           | 0          | 3        | 0      | 0           | 0          |
| F. Valverde   | 34       | 7    | 2           | 0          | 6            | 0            | 3            | 0            | 11               | 2                | 0                | 0                | 5        | 3     | 0           | 0          | 56       | 12     | 5           | 0          |
| L. Vázquez    | 23       | 4    | 2           | 0          | 1            | 0            | 0            | 0            | 5                | 0                | 1                | 0                | 1        | 0     | 0           | 0          | 30       | 4      | 3           | 0          |
| Vinícius      | 33       | 10   | 10          | 0          | 5            | 3            | 5            | 0            | 12               | 7                | 1                | 0                | 5        | 3     | 0           | 0          | 55       | 23     | 16          | 0          |